# 6e étape du Tour de France 2025
Pour un article plus général, voir Tour de France 2025.
La 6e étape du Tour de France 2025 se déroule le jeudi 10 juillet 2025 entre Bayeux et Vire Normandie, sur une distance de 201,5 kilomètres.

## Parcours de l'étape
Reliant Bayeux à Vire Normandie sur 201,5 km, avec plus de 3 500 mètres de dénivelé, le parcours du jour s’annonce comme l’une des étapes de plaine les plus vallonnées de l’histoire récente du Tour. Après un départ dans le Bessin, le peloton progresse vers la « Suisse normande » avant d’enchaîner les ascensions dans le bocage virois. Le tracé, rythmé et usant, évoque une classique ardennaise, avec des côtes courtes mais répétées. Ce profil pourrait convenir aux puncheurs ou à des baroudeurs solides, mais les favoris au classement général devront rester vigilants pour ne pas perdre de temps. Le final est particulièrement explosif : une dernière montée de 700 mètres à 10,2 % — avec un passage à 14 % — précède une courte ligne droite finale de 100 mètres, jugée sur l’avenue d’Atlacomulco à Vire. Le local Kévin Vauquelin, natif de Bayeux, pourrait être l’un des hommes à suivre sur cette étape.

## Déroulement de la course

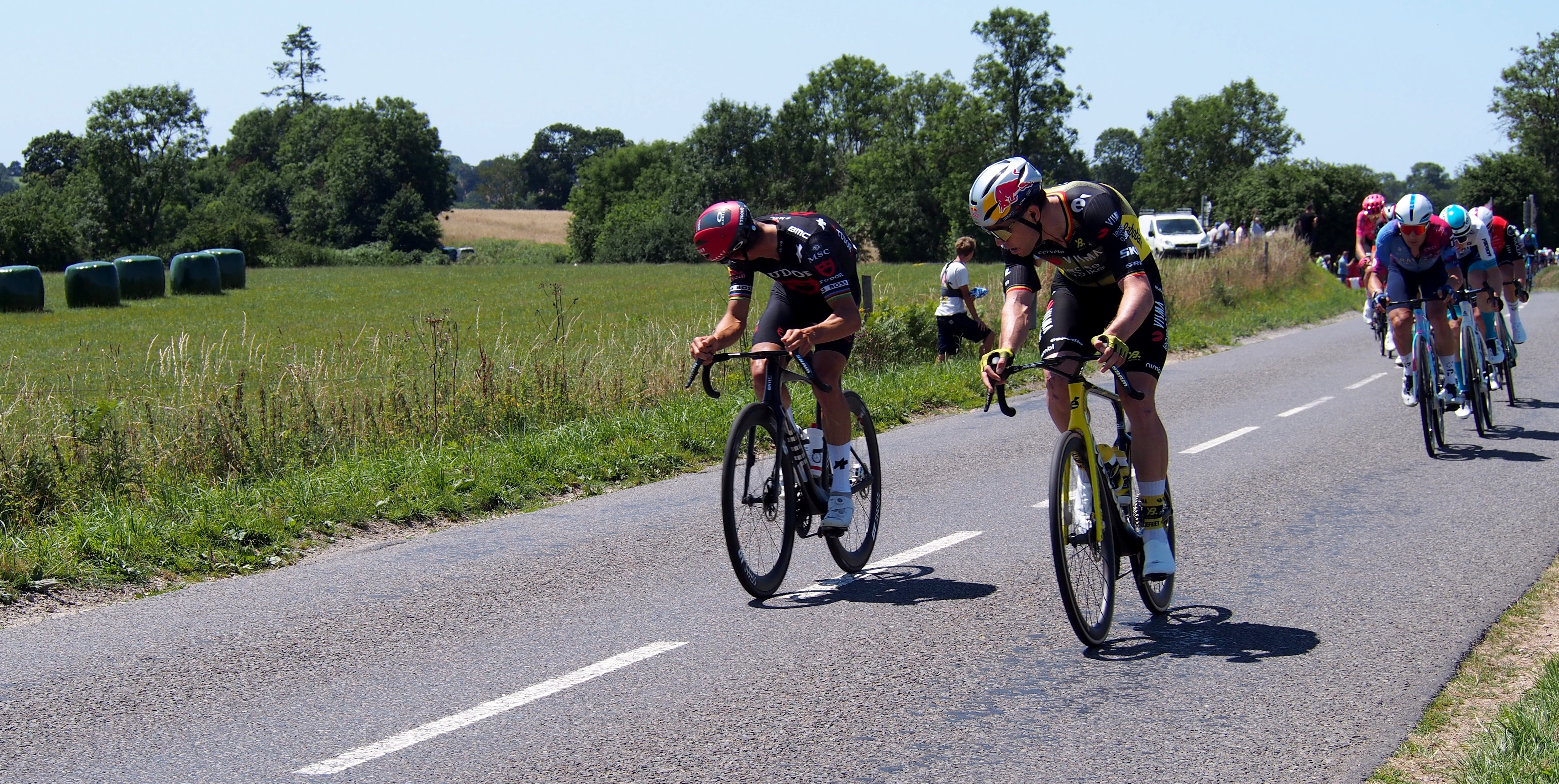
Julian Alaphilippe et Wout van Aert, en tête du peloton, au kilomètre 39,1.

À 144 kilomètres de l'arrivée, après un début de course mouvementé, l'échappée prend forme : Ben Healy (EF Education-EasyPost), Quinn Simmons (Lidl-Trek), Mathieu van der Poel (Alpecin-Deceuninck), William Barta (Movistar), Harold Tejada (XDS Astana), Eddie Dunbar (Jayco AlUla) et Michael Storer (Tudor) la composent. Simon Yates (Visma-Lease a Bike) rejoint ce groupe une quinzaine de kilomètres plus loin. Les huit coureurs peinent dans un premier temps à creuser un écart. Cependant le peloton les laisse filer, c'est ainsi que les fuyards prennent un avantage supérieur à quatre minutes à une cinquantaine de kilomètres du but.
Ben Healy place une attaque tranchante à 42 kilomètres de l'arrivée et s'isole en tête de course, augmentant régulièrement son avance sur ses anciens compagnons d'échappée. Quinn Simmons et Michael Storer s'extirpent du groupe et le prennent en chasse mais les deux hommes continuent à perdre du terrain sur le leader. Healy remporte l'étape en solitaire avec 2 min 44 s d'avance sur Simmons et 5 min 27 s sur le peloton maillot jaune emmené par Tadej Pogačar (UAE Emirates XRG), qui perd ses trois maillots distinctifs dont le jaune pour une seconde au bénéfice de Mathieu van der Poel, arrivé huitième et dernier membre de l'échappée.

## Résultats
Cette section présente les résultats et prix obtenus au cours de l'étape.

### Classement de l'étape
| Classement de la 6e étape | Classement de la 6e étape | Classement de la 6e étape | Classement de la 6e étape | Classement de la 6e étape |
|                           | Coureur                   | Pays                      | Équipe                    | Temps                     |
| ------------------------- | ------------------------- | ------------------------- | ------------------------- | ------------------------- |
| 1er                       | Ben Healy                 | Irlande                   | EF Education-EasyPost     | en 4 h 24 min 10 s        |
| 2e                        | Quinn Simmons             | États-Unis                | Lidl-Trek                 | + 2 min 44 s              |
| 3e                        | Michael Storer            | Australie                 | Tudor                     | + 2 min 51 s              |
| 4e                        | Eddie Dunbar              | Irlande                   | Jayco AlUla               | + 3 min 21 s              |
| 5e                        | Simon Yates               | Royaume-Uni               | Visma-Lease a Bike        | + 3 min 24 s              |
| 6e                        | William Barta             | États-Unis                | Movistar                  | + 3 min 29 s              |
| 7e                        | Harold Tejada             | Colombie                  | XDS Astana                | + 3 min 52 s              |
| 8e                        | Mathieu van der Poel      | Pays-Bas                  | Alpecin-Deceuninck        | + 3 min 58 s              |
| 9e                        | Tadej Pogačar             | Slovénie                  | UAE Emirates XRG          | + 5 min 27 s              |
| 10e                       | Jonas Vingegaard          | Danemark                  | Visma-Lease a Bike        | + 5 min 27 s              |
| modifier                  |                           |                           |                           |                           |

### Bonifications en temps
|   | Coureur        | Pays       | Équipe                | Bonifications |
| - | -------------- | ---------- | --------------------- | ------------- |
| 1 | Ben Healy      | Irlande    | EF Education-EasyPost | 10 s          |
| 2 | Quinn Simmons  | États-Unis | Lidl-Trek             | 6 s           |
| 3 | Michael Storer | Australie  | Tudor                 | 4 s           |

### Points attribués
| Sprint intermédiaire Villers-Bocage (km 22,2) | Sprint intermédiaire Villers-Bocage (km 22,2) | Sprint intermédiaire Villers-Bocage (km 22,2) | Sprint intermédiaire Villers-Bocage (km 22,2) | Sprint intermédiaire Villers-Bocage (km 22,2) |
| --------------------------------------------- | --------------------------------------------- | --------------------------------------------- | --------------------------------------------- | --------------------------------------------- |
|                                               | Coureur                                       | Pays                                          | Équipe                                        | Point(s)                                      |
| 1er                                           | Jonathan Milan                                | Italie                                        | Lidl-Trek                                     | 20                                            |
| 2e                                            | Mathieu van der Poel                          | Pays-Bas                                      | Alpecin-Deceuninck                            | 17                                            |
| 3e                                            | Biniam Girmay                                 | Érythrée                                      | Intermarché-Wanty                             | 15                                            |
| 4e                                            | Anthony Turgis                                | France                                        | TotalEnergies                                 | 13                                            |
| 5e                                            | Quinn Simmons                                 | États-Unis                                    | Lidl-Trek                                     | 11                                            |
| 6e                                            | Ben Healy                                     | Irlande                                       | EF Education-EasyPost                         | 10                                            |
| 7e                                            | Kaden Groves                                  | Australie                                     | Alpecin-Deceuninck                            | 9                                             |
| 8e                                            | Julian Alaphilippe                            | France                                        | Tudor                                         | 8                                             |
| 9e                                            | Laurenz Rex                                   | Belgique                                      | Intermarché-Wanty                             | 7                                             |
| 10e                                           | Bastien Tronchon                              | France                                        | Decathlon-AG2R La Mondiale                    | 6                                             |
| 11e                                           | Vincenzo Albanese                             | Italie                                        | EF Education-EasyPost                         | 5                                             |
| 12e                                           | Gianni Vermeersch                             | Belgique                                      | Alpecin-Deceuninck                            | 4                                             |
| 13e                                           | Mike Teunissen                                | Pays-Bas                                      | XDS Astana                                    | 3                                             |
| 14e                                           | Simone Velasco                                | Italie                                        | XDS Astana                                    | 2                                             |
| 15e                                           | Georg Zimmermann                              | Allemagne                                     | Intermarché-Wanty                             | 1                                             |
| modifier                                      |                                               |                                               |                                               |                                               |

| Arrivée d'étape Vire Normandie (km 201,5) | Arrivée d'étape Vire Normandie (km 201,5) | Arrivée d'étape Vire Normandie (km 201,5) | Arrivée d'étape Vire Normandie (km 201,5) | Arrivée d'étape Vire Normandie (km 201,5) |
| ----------------------------------------- | ----------------------------------------- | ----------------------------------------- | ----------------------------------------- | ----------------------------------------- |
|                                           | Coureur                                   | Pays                                      | Équipe                                    | Point(s)                                  |
| 1er                                       | Ben Healy                                 | Irlande                                   | EF Education-EasyPost                     | 30                                        |
| 2e                                        | Quinn Simmons                             | États-Unis                                | Lidl-Trek                                 | 25                                        |
| 3e                                        | Michael Storer                            | Australie                                 | Tudor                                     | 22                                        |
| 4e                                        | Eddie Dunbar                              | Irlande                                   | Équipe cycliste Jayco AlUla               | 19                                        |
| 5e                                        | Simon Yates                               | Royaume-Uni                               | Visma-Lease a Bike                        | 17                                        |
| 6e                                        | William Barta                             | États-Unis                                | Movistar                                  | 15                                        |
| 7e                                        | Harold Tejada                             | Colombie                                  | XDS Astana                                | 13                                        |
| 8e                                        | Mathieu van der Poel                      | Pays-Bas                                  | Alpecin-Deceuninck                        | 11                                        |
| 9e                                        | Tadej Pogačar                             | Slovénie                                  | UAE Emirates XRG                          | 9                                         |
| 10e                                       | Jonas Vingegaard                          | Danemark                                  | Visma-Lease a Bike                        | 7                                         |
| 11e                                       | Matteo Jorgenson                          | États-Unis                                | Visma-Lease a Bike                        | 6                                         |
| 12e                                       | Remco Evenepoel                           | Belgique                                  | Soudal Quick-Step                         | 5                                         |
| 13e                                       | Oscar Onley                               | Royaume-Uni                               | Picnic-PostNL                             | 4                                         |
| 14e                                       | Kévin Vauquelin                           | France                                    | Arkéa-B&B Hotels                          | 3                                         |
| 15e                                       | Florian Lipowitz                          | Allemagne                                 | Red Bull-Bora-Hansgrohe                   | 2                                         |
| modifier                                  |                                           |                                           |                                           |                                           |

### Cols et côtes
| Côte du Mont Pinçon (km 35,5) 3e catégorie (5,6 km à 3,7 %) | Côte du Mont Pinçon (km 35,5) 3e catégorie (5,6 km à 3,7 %) | Côte du Mont Pinçon (km 35,5) 3e catégorie (5,6 km à 3,7 %) | Côte du Mont Pinçon (km 35,5) 3e catégorie (5,6 km à 3,7 %) | Côte du Mont Pinçon (km 35,5) 3e catégorie (5,6 km à 3,7 %) |
| ----------------------------------------------------------- | ----------------------------------------------------------- | ----------------------------------------------------------- | ----------------------------------------------------------- | ----------------------------------------------------------- |
|                                                             | Coureur                                                     | Pays                                                        | Équipe                                                      | Point(s)                                                    |
| 1er                                                         | Quinn Simmons                                               | États-Unis                                                  | Lidl-Trek                                                   | 2                                                           |
| 2e                                                          | Marc Hirschi                                                | Suisse                                                      | Tudor                                                       | 1                                                           |
| modifier                                                    |                                                             |                                                             |                                                             |                                                             |

| Côte de la Rançonnière (km 56,0) 3e catégorie (2,2 km à 7,9 %) | Côte de la Rançonnière (km 56,0) 3e catégorie (2,2 km à 7,9 %) | Côte de la Rançonnière (km 56,0) 3e catégorie (2,2 km à 7,9 %) | Côte de la Rançonnière (km 56,0) 3e catégorie (2,2 km à 7,9 %) | Côte de la Rançonnière (km 56,0) 3e catégorie (2,2 km à 7,9 %) |
| -------------------------------------------------------------- | -------------------------------------------------------------- | -------------------------------------------------------------- | -------------------------------------------------------------- | -------------------------------------------------------------- |
|                                                                | Coureur                                                        | Pays                                                           | Équipe                                                         | Point(s)                                                       |
| 1er                                                            | Tim Wellens                                                    | Belgique                                                       | UAE Emirates XRG                                               | 2                                                              |
| 2e                                                             | Michael Woods                                                  | Canada                                                         | Israel-Premier Tech                                            | 1                                                              |
| modifier                                                       |                                                                |                                                                |                                                                |                                                                |

| Côte de Mortain - Cote 314 (km 138,0) 3e catégorie (1,6 km à 9,5 %) | Côte de Mortain - Cote 314 (km 138,0) 3e catégorie (1,6 km à 9,5 %) | Côte de Mortain - Cote 314 (km 138,0) 3e catégorie (1,6 km à 9,5 %) | Côte de Mortain - Cote 314 (km 138,0) 3e catégorie (1,6 km à 9,5 %) | Côte de Mortain - Cote 314 (km 138,0) 3e catégorie (1,6 km à 9,5 %) |
| ------------------------------------------------------------------- | ------------------------------------------------------------------- | ------------------------------------------------------------------- | ------------------------------------------------------------------- | ------------------------------------------------------------------- |
|                                                                     | Coureur                                                             | Pays                                                                | Équipe                                                              | Point(s)                                                            |
| 1er                                                                 | Eddie Dunbar                                                        | Irlande                                                             | Jayco AlUla                                                         | 2                                                                   |
| 2e                                                                  | Ben Healy                                                           | Irlande                                                             | EF Education-EasyPost                                               | 1                                                                   |
| modifier                                                            |                                                                     |                                                                     |                                                                     |                                                                     |

| Côte de Juvigny-le-Tertre (km 154,5) 3e catégorie (2,2 km à 7,3 %) | Côte de Juvigny-le-Tertre (km 154,5) 3e catégorie (2,2 km à 7,3 %) | Côte de Juvigny-le-Tertre (km 154,5) 3e catégorie (2,2 km à 7,3 %) | Côte de Juvigny-le-Tertre (km 154,5) 3e catégorie (2,2 km à 7,3 %) | Côte de Juvigny-le-Tertre (km 154,5) 3e catégorie (2,2 km à 7,3 %) |
| ------------------------------------------------------------------ | ------------------------------------------------------------------ | ------------------------------------------------------------------ | ------------------------------------------------------------------ | ------------------------------------------------------------------ |
|                                                                    | Coureur                                                            | Pays                                                               | Équipe                                                             | Point(s)                                                           |
| 1er                                                                | Michael Storer                                                     | Australie                                                          | Tudor                                                              | 2                                                                  |
| 2e                                                                 | Eddie Dunbar                                                       | Irlande                                                            | Jayco AlUla                                                        | 1                                                                  |
| modifier                                                           |                                                                    |                                                                    |                                                                    |                                                                    |

| Côte de Saint-Michel-de-Montjoie (km 174,3) 3e catégorie (3,7 km à 4,5 %) | Côte de Saint-Michel-de-Montjoie (km 174,3) 3e catégorie (3,7 km à 4,5 %) | Côte de Saint-Michel-de-Montjoie (km 174,3) 3e catégorie (3,7 km à 4,5 %) | Côte de Saint-Michel-de-Montjoie (km 174,3) 3e catégorie (3,7 km à 4,5 %) | Côte de Saint-Michel-de-Montjoie (km 174,3) 3e catégorie (3,7 km à 4,5 %) |
| ------------------------------------------------------------------------- | ------------------------------------------------------------------------- | ------------------------------------------------------------------------- | ------------------------------------------------------------------------- | ------------------------------------------------------------------------- |
|                                                                           | Coureur                                                                   | Pays                                                                      | Équipe                                                                    | Point(s)                                                                  |
| 1er                                                                       | Ben Healy                                                                 | Irlande                                                                   | EF Education-EasyPost                                                     | 2                                                                         |
| 2e                                                                        | Michael Storer                                                            | Australie                                                                 | Tudor                                                                     | 1                                                                         |
| modifier                                                                  |                                                                           |                                                                           |                                                                           |                                                                           |

| Côte de Vaudry (km 197,1) 4e catégorie (1,2 km à 7,2 %) | Côte de Vaudry (km 197,1) 4e catégorie (1,2 km à 7,2 %) | Côte de Vaudry (km 197,1) 4e catégorie (1,2 km à 7,2 %) | Côte de Vaudry (km 197,1) 4e catégorie (1,2 km à 7,2 %) | Côte de Vaudry (km 197,1) 4e catégorie (1,2 km à 7,2 %) |
| ------------------------------------------------------- | ------------------------------------------------------- | ------------------------------------------------------- | ------------------------------------------------------- | ------------------------------------------------------- |
|                                                         | Coureur                                                 | Pays                                                    | Équipe                                                  | Point(s)                                                |
| 1er                                                     | Ben Healy                                               | Irlande                                                 | EF Education-EasyPost                                   | 1                                                       |
| modifier                                                |                                                         |                                                         |                                                         |                                                         |

### Prix de la combativité
- Ben Healy (EF Education-EasyPost)

## Classements à l'issue de l'étape
Cette section présente le classement général et les différents classements annexes à l'issue de l'étape.

### Classement général
| Classement général | Classement général   | Classement général | Classement général      | Classement général  |
|                    | Coureur              | Pays               | Équipe                  | Temps               |
| ------------------ | -------------------- | ------------------ | ----------------------- | ------------------- |
| 1er                | Mathieu van der Poel | Pays-Bas           | Alpecin-Deceuninck      | en 21 h 52 min 34 s |
| 2e                 | Tadej Pogačar        | Slovénie           | UAE Emirates XRG        | + 1 s               |
| 3e                 | Remco Evenepoel      | Belgique           | Soudal Quick-Step       | + 43 s              |
| 4e                 | Kévin Vauquelin      | France             | Arkéa-B&B Hotels        | + 1 min 0 s         |
| 5e                 | Jonas Vingegaard     | Danemark           | Visma-Lease a Bike      | + 1 min 14 s        |
| 6e                 | Matteo Jorgenson     | États-Unis         | Visma-Lease a Bike      | + 1 min 23 s        |
| 7e                 | João Almeida         | Portugal           | UAE Emirates XRG        | + 1 min 59 s        |
| 8e                 | Ben Healy            | Irlande            | EF Education-EasyPost   | + 2 min 1 s         |
| 9e                 | Florian Lipowitz     | Allemagne          | Red Bull-Bora-Hansgrohe | + 2 min 32 s        |
| 10e                | Primož Roglič        | Slovénie           | Red Bull-Bora-Hansgrohe | + 2 min 36 s        |
| modifier           |                      |                    |                         |                     |

| Classement par points | Classement par points | Classement par points | Classement par points | Classement par points |
| --------------------- | --------------------- | --------------------- | --------------------- | --------------------- |
|                       | Coureur               | Pays                  | Équipe                | Point(s)              |
| 1er                   | Jonathan Milan        | Italie                | Lidl-Trek             | 112 points            |
| 2e                    | Mathieu van der Poel  | Pays-Bas              | Alpecin-Deceuninck    | 108 pts               |
| 3e                    | Tadej Pogačar         | Slovénie              | UAE Emirates XRG      | 106 pts               |
| 4e                    | Biniam Girmay         | Érythrée              | Intermarché-Wanty     | 102 pts               |
| 5e                    | Tim Merlier           | Belgique              | Soudal Quick-Step     | 72 pts                |
| 6e                    | Anthony Turgis        | France                | TotalEnergies         | 70 pts                |
| 7e                    | Jonas Vingegaard      | Danemark              | Visma-Lease a Bike    | 50 pts                |
| 8e                    | Søren Wærenskjold     | Norvège               | Uno-X Mobility        | 46 pts                |
| 9e                    | Paul Penhoët          | France                | Groupama-FDJ          | 43 pts                |
| 10e                   | Remco Evenepoel       | Belgique              | Soudal Quick-Step     | 42 pts                |
| modifier              |                       |                       |                       |                       |

| Classement du meilleur grimpeur | Classement du meilleur grimpeur | Classement du meilleur grimpeur | Classement du meilleur grimpeur | Classement du meilleur grimpeur |
| ------------------------------- | ------------------------------- | ------------------------------- | ------------------------------- | ------------------------------- |
|                                 | Coureur                         | Pays                            | Équipe                          | Point(s)                        |
| 1er                             | Tim Wellens                     | Belgique                        | UAE Emirates XRG                | 7 points                        |
| 2e                              | Tadej Pogačar                   | Slovénie                        | UAE Emirates XRG                | 5 pts                           |
| 3e                              | Ben Healy                       | Irlande                         | EF Education-EasyPost           | 4 pts                           |
| 4e                              | Michael Storer                  | Australie                       | Tudor                           | 3 pts                           |
| 5e                              | Eddie Dunbar                    | Irlande                         | Jayco AlUla                     | 3 pts                           |
| 6e                              | Jonas Vingegaard                | Danemark                        | Visma-Lease a Bike              | 3 pts                           |
| 7e                              | Lenny Martinez                  | France                          | Bahrain Victorious              | 2 pts                           |
| 8e                              | Quinn Simmons                   | États-Unis                      | Lidl-Trek                       | 2 pts                           |
| 9e                              | Benjamin Thomas                 | France                          | Cofidis                         | 2 pts                           |
| 10e                             | Kasper Asgreen                  | Danemark                        | EF Education-EasyPost           | 1 pt                            |
| modifier                        |                                 |                                 |                                 |                                 |

| Classement général du meilleur jeune | Classement général du meilleur jeune | Classement général du meilleur jeune | Classement général du meilleur jeune | Classement général du meilleur jeune |
|                                      | Coureur                              | Pays                                 | Équipe                               | Temps                                |
| ------------------------------------ | ------------------------------------ | ------------------------------------ | ------------------------------------ | ------------------------------------ |
| 1er                                  | Remco Evenepoel                      | Belgique                             | Soudal Quick-Step                    | en 21 h 53 min 17 s                  |
| 2e                                   | Kévin Vauquelin                      | France                               | Arkéa-B&B Hotels                     | + 17 s                               |
| 3e                                   | Ben Healy                            | Irlande                              | EF Education-EasyPost                | + 1 min 18 s                         |
| 4e                                   | Florian Lipowitz                     | Allemagne                            | Red Bull-Bora-Hansgrohe              | + 1 min 49 s                         |
| 5e                                   | Oscar Onley                          | Royaume-Uni                          | Picnic-PostNL                        | + 1 min 59 s                         |
| 6e                                   | Mattias Skjelmose                    | Danemark                             | Lidl-Trek                            | + 2 min 30 s                         |
| 7e                                   | Carlos Rodríguez                     | Espagne                              | Ineos Grenadiers                     | + 3 min 38 s                         |
| 8e                                   | Joseph Blackmore                     | Royaume-Uni                          | Israel-Premier Tech                  | + 6 min 5 s                          |
| 9e                                   | Romain Grégoire                      | France                               | Groupama-FDJ                         | + 8 min 46 s                         |
| 10e                                  | Jenno Berckmoes                      | Belgique                             | Lotto                                | + 9 min 7 s                          |
| modifier                             |                                      |                                      |                                      |                                      |

| Classement par équipes | Classement par équipes     | Classement par équipes | Classement par équipes |
|                        | Équipe                     | Pays                   | Temps                  |
| ---------------------- | -------------------------- | ---------------------- | ---------------------- |
| 1re                    | Visma-Lease a Bike         | Pays-Bas               | en 65 h 39 min 59 s    |
| 2e                     | UAE Emirates XRG           | Émirats arabes unis    | + 4 min 45 s           |
| 3e                     | Groupama-FDJ               | France                 | + 10 min 48 s          |
| 4e                     | Decathlon-AG2R La Mondiale | France                 | + 11 min 10 s          |
| 5e                     | Arkéa-B&B Hotels           | France                 | + 12 min 42 s          |
| 6e                     | Jayco AlUla                | Australie              | + 12 min 44 s          |
| 7e                     | TotalEnergies              | France                 | + 15 min 28 s          |
| 8e                     | EF Education-EasyPost      | États-Unis             | + 17 min 25 s          |
| 9e                     | Red Bull-Bora-Hansgrohe    | Allemagne              | + 17 min 56 s          |
| 10e                    | Alpecin-Deceuninck         | Belgique               | + 19 min 31 s          |
| modifier               |                            |                        |                        |

## Abandon(s)
Aucun coureur n'a abandonné au cours de l'étape.